# 12 стільців (фільм, 1971)
«Дванадцять стільців» (рос. «Двенадцать стульев») — радянський художній фільм, перша радянська двосерійна екранізація однойменного класичного роману Ільфа та Петрова.

## Сюжет
Під час революції та наступного за нею короткого періоду воєнного комунізму багато людей ховали свої цінності якомога надійніше. І ось Іполит Матвійович Вороб'янінов, колишній світський лев, а нині — скромний робітник ЗАГСу, дізнається від помираючої тещі, що колись вона сховала свої діаманти і перли вартістю 150 тисяч золотих рублів під оббивку одного з дванадцяти стільців вітального гарнітуру роботи відомого майстра Гамбса.
Іполіт Матвійович все покидає та вирушає на пошуки діамантів, а допомагає йому у пошуках молодий шахрай на ім'я Остап Бендер.

## У ролях

Арчіл Ґоміашвілі у ролі Бендера

- Арчіл Ґоміашвілі — Остап Бендер (озвучував Юрій Саранцев)
- Сергій Філіппов — Киса Вороб'янінов
- Михайло Пуговкін — священик Федір Востриков
- Глікерія Богданова-Чеснокова — Олена Станіславівна Боур
- Ніна Гребешкова — Мусік, цариця Тамара
- Наталя Крачковська — мадам Грицацуєва
- Клара Румянова — дружина священика Федора
- Георгій Віцин — Мечников
- Микола Горлов — Полєсов Віктор Михайлович
- Савелій Крамаров — одноокий шахіст-аматор
- Юрій Нікулін — двірник
- Віктор Павлов — Коля Калачов
- Наталія Варлей — Ліза Калачова
- Готліб Ронінсон — Кислярський
- Роман Філіппов — Ляпіс Трубецькой
- Григорій Шпігель — Олександр Якович
- Зоя Василькова — Олександра Яківна
- Володимир Етуш — інженер Брунс
- Наталія Воробйова — Елочка Щукіна вона ж «Еллочка-людожерка»
- Ігор Ясулович — чоловік Еллочки-людожерки
- Ніна Агапова — солістка театру «Колумб»
- Ріна Зелена — редактор журналу

- Ірина Мурзаєва — екскурсовод у музеї меблів
- Євдокія Урусова — Клавдія Іванівна Пєтухова
- Руслан Ахметов — репортер газети «Верстат»
- Едуард Бредун — Паша
- Павло Винник — офіціант з жіночим голосом
- Ераст Гарін — критик в театрі
- Віктор Уральський — завгосп на кораблі
- Володимир Ферапонтов — офіціант за столиком
- Олександр Хвиля — господар крамниці
- Леонід Гайдай — Варфоломій Коробєйников
- та ін.

## Знімальна група
- Автори сценарію: Владлен Бахнов, Леонід Гайдай
- Режисер-постановник: Леонід Гайдай
- Оператори-постановники: Сергій Полуянов, Валерій Шувалов
- Художник-постановник: Євген Куманьков
- Директори картини: О. Ашкіназі, О. Бут
- Текст пісень: Леонід Дербеньов
- Композитор: Олександр Зацепін
- Диригент: Георгій Гаранян

## Ролі озвучували
- Ростислав Плятт — голос від автора
- Юрій Саранцев — озвучив Арчіла Ґоміашвілі
- Валерій Золотухін — виконання пісні «Там серед пампасів»
- Надія Рум'янцева — озвучила Наталію Варлей

## Цікаві факти
- Роман Ільфа та Петрова збирався екранізувати Георгій Данелія, але потім передумав і передав зйомки проекту Гайдаю.
- На роль Остапа Бендера випробовувалися такі актори як: Володимир Висоцький, Олексій Баталов, Олег Борисов, Валентин Гафт, Андрій Миронов. Арчіла Ґоміашвілі режисер знайшов у провінції. Через хворобу (за іншою версією — через сильний кавказький акцент) артист не зміг озвучити Бендера, тому у фільмі він говорить голосом Юрія Саранцева.
- Спочатку Ґоміашвілі вважав цей фільм за «тупе» кіно.